# 1980年夏季奥林匹克运动会
第二十二届夏季奥林匹克运动会（英語：the Games of the XXII Olympiad），于1980年7月19日至8月3日在苏联莫斯科举行，这是奥运会首次在共產主義国家举行，也是苏联历史上唯一一次举办奥运会。其主会场是莫斯科的中央列宁体育场。

## 背景
申办本届奥运会的只有莫斯科和洛杉矶两个城市。洛杉矶未能取得本届奥运会举办权，最终承办1984年夏季奥运会。
为了抗议一年前苏联入侵阿富汗，美国等发起联合抵制1980年夏季奥运会运动，使本次奧運會成為自1956年以来最少代表團参加的一届奥运会。许多参赛代表團也只派一名旗手，以奥运会会旗代替代表團旗幟进场。
| 城市   | 国家 | 第一轮 |
| 莫斯科 | 苏联 | 39     |
| 洛杉矶 | 美国 | 20     |

## 焦点

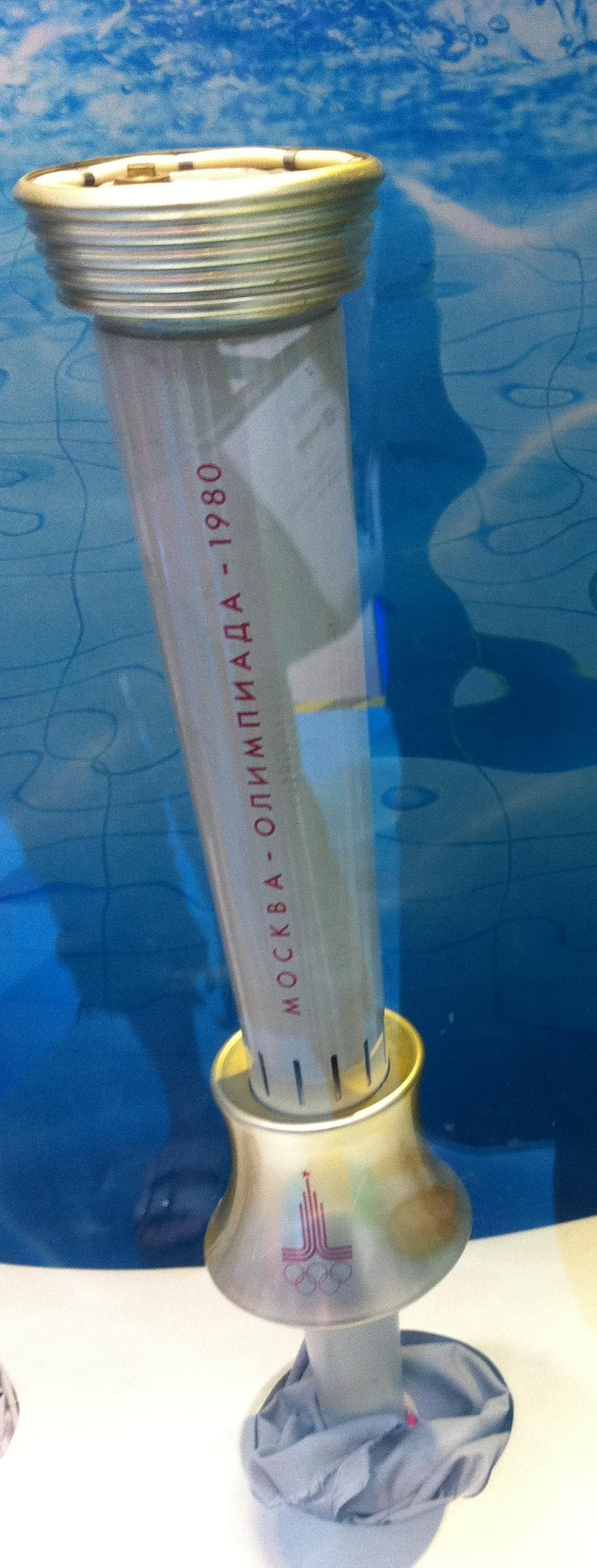
1980年夏季奧運會火炬

- 1980年3月21日，为抗议苏联于1979年入侵阿富汗的行为，美国总统吉米·卡特宣布美国将抵制本届奥运会，得到全球50多个国家的响应，包括中国、日本、加拿大和西德。一些国家宣布将不会以国家代表团出席奥运会，開幕式入场以及获胜后只以奥运会会旗代替。
- 莫斯科为筹办本届奥运会共耗资90亿美元，创下历史记录。
- 在本届奥运会上，西班牙人胡安·安东尼奥·萨马兰奇接任基拉宁，出任国际奥委会主席。
- 女子曲棍球首次成为奥运会项目。
- 埃塞俄比亚的米鲁茨·伊夫特获得男子5000米和10000米两个项目的金牌。
- 東德跳高选手格尔德·韦西希爆冷击败波兰名将亚希克·弗绍瓦，并以2.36米的成绩刷新世界记录并获得金牌。
- 東德马拉松选手瓦尔德马尔·西尔平斯基蝉联马拉松冠军。
- 苏联体操名將阿列克桑德·季佳京夺得男子体操的三金、四银、一铜总共八枚獎牌，包括男子团体、个人全能、吊环金牌、鞍马、跳马、双杠、单杠银牌和自由体操铜牌。
- 鉴于1972年慕尼黑奥运会发生的恐怖袭击惨案造成极为严重的人员死伤，苏联国家安全委员会特地组建阿尔法反恐特战队。

## 比赛项目
本届奥运会共21个大项203个小项目。
| - 足球 - 篮球 - 排球 - 田径 - 击剑 - 射箭 - 体操 - 帆船 |  | - 赛艇 - 射击 - 手球 - 马术 - 举重 - 摔角 - 拳击 - 柔道 |  | - 曲棍球 - 皮划艇 - 自行车 - 现代五项 - 水上项目： - 游泳 - 跳水 - 水球 |

### 表演项目

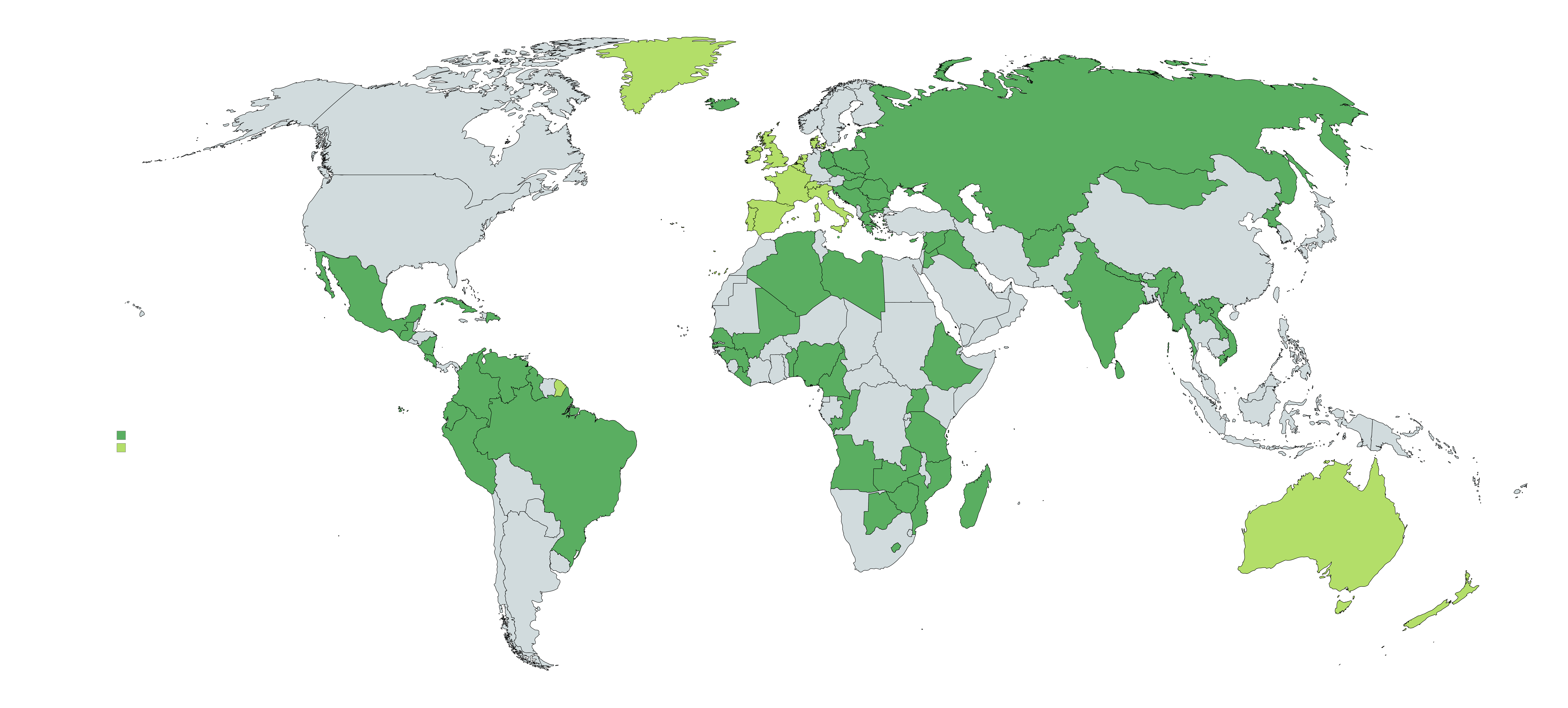
参赛代表團分布

- 桑搏

## 参赛国家及地区
共有81个国家和地区的体育代表团参加本届奥运会，其中65个打出本国国旗。
| - 阿富汗 - 阿尔及利亚 - 安哥拉 - 奥地利 - 巴西 - 保加利亚 - 緬甸 - 喀麦隆 - 哥伦比亚 - 刚果共和国 - 古巴 - 賽普勒斯 - 捷克斯洛伐克 - 衣索比亞 - 芬兰 - 东德 - 希腊 | - 几内亚 - 匈牙利 - 冰島 - 印度 - 伊拉克 - 牙买加 - 约旦 - 科威特 - 黎巴嫩 - 賴索托 - 利比里亚 - 利比亞 - 马达加斯加 - 馬爾他 - 墨西哥 - 蒙古国 | - 莫桑比克 - 尼泊尔 - 尼加拉瓜 - 奈及利亞 - 秘魯 - 波蘭 - 羅馬尼亞 - 塞内加尔 - 塞舌尔 - 斯里蘭卡 - 瑞典 - 叙利亚 - 坦桑尼亚 - 千里達及托巴哥 - 乌干达 - 苏联（东道国） - 委內瑞拉 - 越南 - 南斯拉夫 - 尚比亞 - 辛巴威 |

有13个国家和地区派出小规模奥运代表团参加本届奥运会，但在运动会期间不使用本国/地区国旗和国歌，开幕式中这些运动员在奥林匹克委员会会旗下入场，颁奖时亦使用奥林匹克委员会会旗和会歌。这13个国家和地区是：
| - 安道尔 - 比利时 - 丹麦 - 法国 | - 英国 - 爱尔兰 - 意大利 - 卢森堡 - 荷兰 | - 波多黎各 - 圣马力诺 - 瑞士 |

有3个国家的代表团手持特制旗帜入场。
- 新西兰
- 西班牙
- 葡萄牙

### 抵制本届奥运会的国家及地区

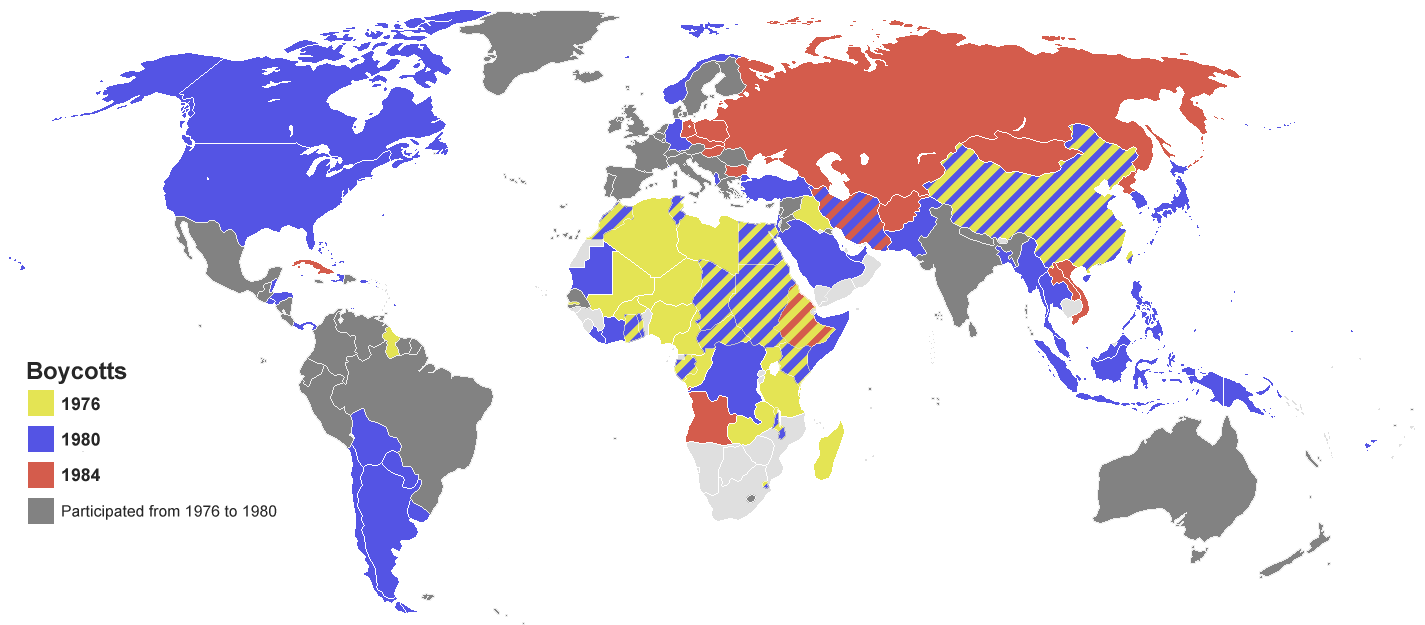
抵制本届奥运会的国家和地區以蓝色标示

一共有64个国际奥委会成员抵制了1980年莫斯科奥运会，社会主义国家中只有中国、阿尔巴尼亚和索马里抵制1980年莫斯科奥运会。
| - 阿尔巴尼亚 - 安地卡及巴布達 - 阿根廷 - 巴哈马 - 巴林 - 伯利兹 - 百慕大 - 玻利维亚 - 加拿大 - 开曼群岛 - 中非 - 智利 - 中國 - 埃及 - 薩爾瓦多 - 斐济 | - 加彭 - 西德 - 海地 - 香港 - 印度尼西亞 - 伊朗 - 以色列 - 日本 - 利比里亚 - 列支敦斯登 - 马拉维 - 马来西亚 - 模里西斯 - 摩納哥 - 尼日尔 - 挪威 | - 巴基斯坦 - 巴拿马 - 巴拉圭 - 菲律賓 - 沙烏地阿拉伯 - 新加坡 - 苏丹 - 苏里南 - 中华台北** - 泰國 - 多哥 - 突尼西亞 - 土耳其 - 阿联酋 - 美国 - 乌拉圭 - 美屬維爾京群島 |

*卡塔尔是由于未收到国际奥委会的邀请而没参加运动会。

**中华台北由于1979年国际奥委会名古屋决议，承认中华人民共和国奥委会为中国奥委会，使用中华人民共和国的国旗与国歌；中华民国奥委会将在中华奥委会（Chinese Taipei Olympic Committee）的名称下继续参加奥运会，但须提出不同于以往使用的旗、歌，并由执委会批准，故未派队参赛。

## 奖牌榜

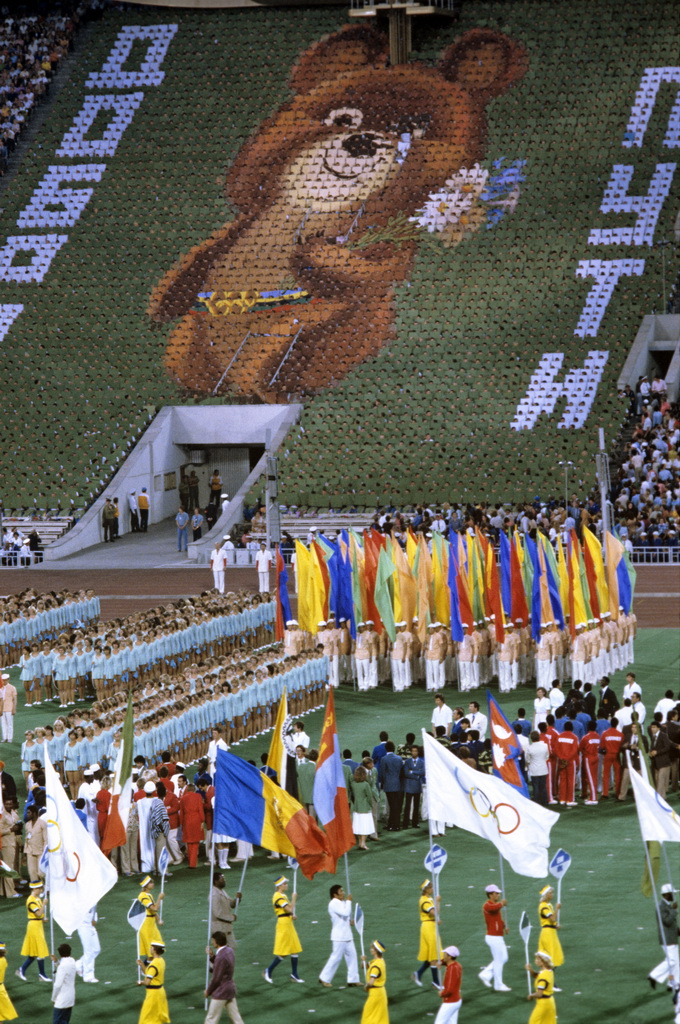
闭幕式上著名的“米莎的眼泪”

| 排名 | 国家／地区      | 金牌 | 银牌 | 铜牌 | 總數 |
| ---- | --------------- | ---- | ---- | ---- | ---- |
| 1    | 苏联（URS）     | 80   | 69   | 46   | 195  |
| 2    | 东德（GDR）     | 47   | 37   | 42   | 126  |
| 3    | 保加利亚（BUL） | 8    | 16   | 17   | 41   |
| 4    | 古巴（CUB）     | 8    | 7    | 5    | 20   |
| 5    | 意大利（ITA）   | 8    | 3    | 4    | 15   |
| 6    | 匈牙利（HUN）   | 7    | 10   | 15   | 32   |
| 7    | 罗马尼亚（ROM） | 6    | 6    | 13   | 25   |
| 8    | 法国（FRA）     | 6    | 5    | 3    | 14   |
| 9    | 英国（GBR）     | 5    | 7    | 9    | 21   |
| 10   | 波兰（POL）     | 3    | 14   | 15   | 32   |